# Siegfried Rasswalder
Siegfried Rasswalder (* 13. Mai 1987) ist ein österreichischer Fußballspieler.

## Karriere

### Verein
Rasswalder begann seine Karriere beim SV Lobmingtal aus Großlobming in der Steiermark. Nach guten Leistungen in deren Jugendmannschaft kam er in die Jugend von DSV Leoben. Dort kam er 2005 in die erste Mannschaft und blieb dort bis 2008 in der zweiten Liga.
2008 unterschrieb er einen Vertrag beim Erstligisten LASK. Bei seinem Debüt in der höchsten österreichischen Spielklasse erzielte er beim Spiel der ersten Runde am 9. Juli 2008 gegen den Kapfenberger SV gleich den Siegtreffer zum 1:0.
Am 12. Mai 2010 gab der LASK bekannt, den Vertrag des Steirers für die kommende Saison nicht mehr zu verlängern. Danach wechselte er in die Regionalliga zum SV Horn.
2011 schloss er sich dem SK Austria Klagenfurt an. Im Jänner 2013 wechselte er zum Zweitligisten TSV Hartberg. Mit den Hartbergern musste er 2015 aus der zweiten Liga absteigen. 2017 konnte man wieder in den Profifußball aufsteigen. Mit Hartberg konnte er 2018 in die Bundesliga aufsteigen. Nach siebeneinhalb Jahren in Hartberg wechselte er zur Saison 2020/21 zum fünftklassigen ESV Knittelfeld.

### Nationalmannschaft
2007 wurde er für die Jugendnationalmannschaft von Österreich zur Junioren-Fußballweltmeisterschaft 2007 in Kanada einberufen. Rasswalder spielte in fünf Spielen und bekam zwei gelbe Karten. Er wurde mit dem Team überraschend Vierter.